# 高雄市公車紅73路
高雄市公車紅73路，由港都客運營運，起點為捷運岡山高醫站，終點為阿蓮分駐所。

## 歷史
- 2012年8月30日試辦1個月，原路線為「捷運橋頭火車站－阿蓮區公所」。
- 2012年9月20日正式行駛，由高雄市公車處營運。[3][4]
- 2012年12月23日，因捷運南岡山站通車，起始站改為捷運南山岡站。
- 2014年1月1日起，因高雄市公車民營化，由港都客運接駛。
- 2014年5月30日，因岡山轉運站完工啟用，起始站改為岡山轉運站。
- 2014年11月1日，終點站改為阿蓮分駐所。
- 2015年4月15日改為兩段收費。[5]
- 2021年4月1日起，不再延駛後協區域，原紅73B班次改行駛紅73A路線。

## 停站
參見右側路線圖